# Vetenskapsåret 1884

## Händelser
- Den franske kemiingenjören Hilaire de Chardonnet uppfinner rayon.
- Robert Koch upptäcker kolera-bakterien.

### Fysiologi
- Okänt datum - Dr. Takaki Kanehiro från Kejsardömet Japans flotta utför ett experiment som visar att bristfällig kost är orsaken till beriberi, men drar av misstag slutsatsen att enbart tillräckligt med protein skulle förhindra bristsjukdomen.[1]

## Pristagare
- Copleymedaljen: Carl Ludwig, tysk läkare och fysiolaog.
- Davymedaljen; Adolph Wilhelm Hermann Kolbe, tysk kemist.
- De Morgan-medaljen: Arthur Cayley, brittisk matematiker.
- Lyellmedaljen: Joseph Leidy, amerikansk paleontolog.
- Murchisonmedaljen: Henry Woodward, brittisk paleontolog.
- Rumfordmedaljen: Tobias Robertus Thalen, fysiker
- Wollastonmedaljen: Albert Gaudry, fransk geolog och paleontolog. [2]

## Födda
- 28 januari - Auguste Piccard, schweizisk fysiker och upptäckare.
- 23 februari - Casimir Funk, polsk biokemist.

## Avlidna
- 6 januari - Gregor Mendel, österrikisk präst och genetiker.
- 13 maj - Cyrus McCormick, amerikansk uppfinnare - skördemaskiner.
- 11 november - Alfred Brehm, tysk zoolog.
- 25 november - Adolph Wilhelm Hermann Kolbe, tysk kemist.

### Fotnoter
1. ↑  Rosenfeld, L. (26 februari 1997). ”Vitamine—vitamin: the early years of discovery”. Clin Chem "43":  ss. 680–5. PMID 9105273.
2. ↑  ”Geological Society”. Arkiverad från originalet den 5 juni 2011. https://web.archive.org/web/20110605102217/http://www.geolsoc.org.uk/gsl/society/history/page750.html. Läst 13 april 2011.